# Paléobiogéographie
La paléobiogéographie est l'étude de la biogéographie préhistorique et historique, en lien avec l'évolution géomorphologique des paysages. La paléogéographie peut également inclure l'étude des relations entre les environnements et les établissements humains. Lorsque l'accent est spécifiquement mis sur les reliefs, on utilise parfois le terme « paléomorphologie ».

## Descriptif
Le paléomagnétisme, la tectonique, la palynologie, l'archéologie et l'histoire font partie des principaux outils de la paléobiogéographie. Les paléogéographes étudient entre autres les conditions de sédimentation associées aux fossiles : autant d'indices sur l'évolution des espèces disparues et les raisons de leur disparition avec notamment l'étude de la paléoclimatologie et de l'impact de la position des continents et des océans.

## Applications
La paléobiogéographie fournit des informations cruciales pour la compréhension scientifique des évolutions du climat, de la géodiversité et de la biodiversité dans divers contextes. 
Les preuves paléogéographiques ont contribué au développement des modèles reconstituant la dérive des continents, et continuent d'enrichir les modèles actuels de la tectonique des plaques, fournissant des informations sur la forme et l'emplacement latitudinal des supercontinents tels que Pangée et d'anciens océans tels que la Panthalassa.
L'analyse paléomorphologique des bassins sédimentaires joue un rôle clé dans le domaine de la géologie pétrolière, car les anciens environnements géomorphologiques de la Terre sont préservés dans le contexte stratigraphique enregistrement.